# Shōji Hamada

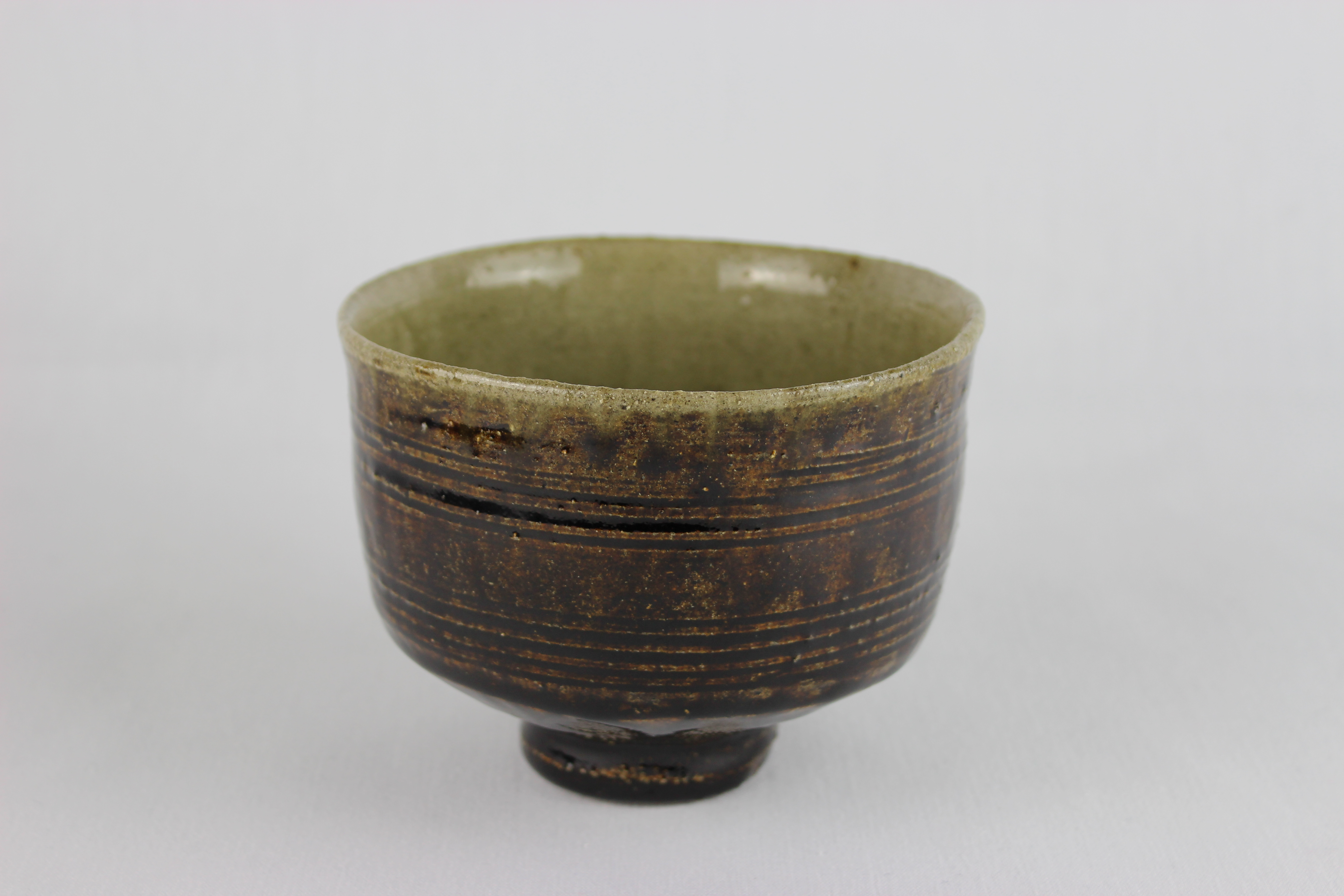
Bol de Shoji Hamada

Shōji Hamada (濱田 庄司, Hamada Shōji, 9 de desembre, 1894 – 5 de gener 5, 1978) (濱田 庄司 , Hamada Shōji?, 9 de desembre, 1894 – 5 de gener 5, 1978) va ser un ceramista japonès. És un dels grans representants de la ceràmica d'autor del segle xx i una figura clau del mingei, (moviment de l'art popular), que va fer de la localitat de Mashiko un centre ceràmic de renom mundial. El 1955 va ser anomenat "Tresor Nacional Vivent" del Japó.

## Biografia
Hamada va néixer amb el nom de Shoji (象ニ) a Kawasaki, Japó, el 1894.
Després d'acabar el batxillerat a l'Escola Superior de Hibiya, va estudiar ceràmica a l'Institut de Tecnologia de Tokyo, llavors conegut com a Col·legi Industrial de Tokyo . Va ser company d'estudis de Kawai Kanjirō i alumne del ceramista Itaya Hazan. Com que eren els únics estudiants a l'escola interessats en convertir-se en ceramistes, Hamada i Kawai -que era una mica més gran-, aviat van fer-se amics i van recórrer junts la ciutat a la recerca d'inspiració. Van treballar junts a Kyoto, a l'antic Institut Municipal de Tecnologia Industrial i Cultura, on van investigar l'ús de diversos minerals en la composició dels esmalts ceràmics. 
Hamada va quedar profundament impressionat quan, a Tòquio, va visitar una exposició de ceràmica de Bernard Leach, que aleshores residia a casa de Yanagi Sōetsu. Hamada va escriure a Leach proposant-li de trobar-se. Els dos van descobrir que tenien moltes coses en comú i van esdevenir bons amics, tant és així, que Hamada va obtenir un permís per acompanyar-lo a Anglaterra el 1920, quan Leach va decidir tornar-hi i establir-hi el seu nou taller.

## Ceramista a Mashiko
Després d'haver passat tres anys a St Ives amb Bernard Leach, Hamada va tornar al Japó l'any 1923, on va visitar nombrosos obradors ceràmics, romanent durant unes setmanes a Tsuboya a la  Prefectura d'Okinawa. Després, va establir-se a Mashiko, a uns 100 km al nord-est de Tòquio. Allí, va construir el seu propi taller de ceràmica i es va proposar utilitzar exclusivament materials d'origen local, no només per a l'argila, sinó també per als esmalts que formulava. Fins als pinzells se'ls feia ell mateix amb pèls del seu gos i bambú.
El 1955 el govern japonès el va nomenar Tresor Nacional Vivent. Era la primera vegada que s'atorgava aquest títol a algú de l'àmbit de l'artesania. L'any anterior, el 29 de maig de 1954, l'Acta de Protecció de la Propietat Intel·lectual havia estat modificada i el nou Preservador del Patrimoni Cultural Immaterial (Jūyō Mukei Bunkazai Hojisha) havia aprovat el projecte de llei, definint els criteris i altres detalls per a l'assignació d'aquest títol.
Gràcies a la influència de Yanagi Muneyoshi, Hamada va entusiasmar-se pel moviment a favor de l'art popular japonès (mingei). Quan Yanagi va morir el 1961, va succeir-lo com a segon director del Museu d'Artesania Popular del Japó. L'any 1977, va obrir el seu propi museu a casa seva, Mashiko Sankōkan (actualment Museu Mashiko Sankokan Memorial Shoji Hamada), i va exposar la seva col·lecció d'artesania popular japonesa i d'arreu del món.
Hamada va ser molt solidari amb els joves artistes que arribaven a Mashiko, com va ser el cas del seus alumnes Shimaoka Tatsuzō, i Kamoda Shōji. També proveïa d'habitatge i taller a ceramistes vinguts de l'estranger. Va contribuir de manera important en fer de Mashiko una destinació turística dins del Japó. 
Va morir a Mashiko el 5 de gener de 1978.

## Preservació de l'arquitectura local

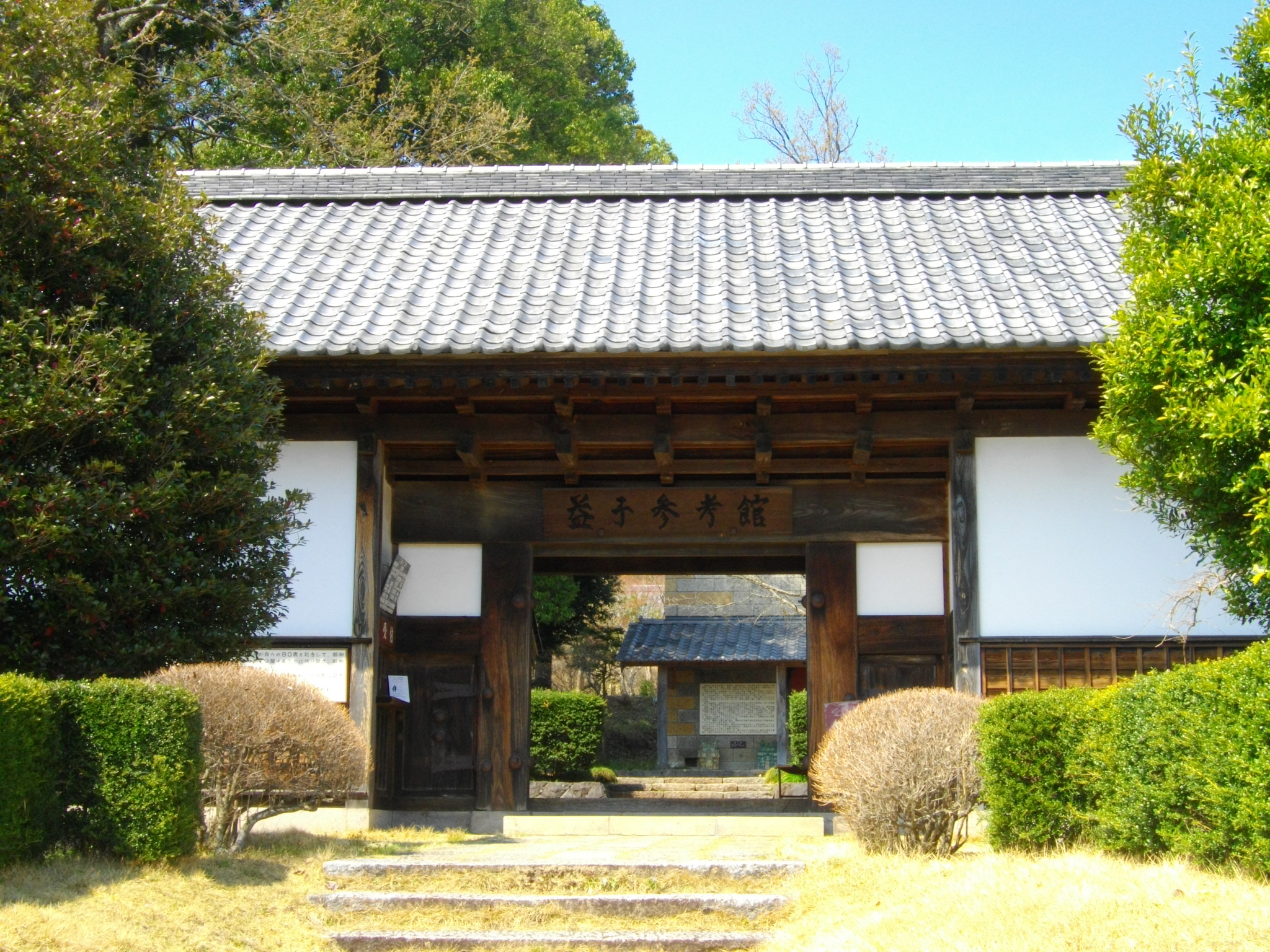
Museu Shōji Hamada a Mashiko

Des que es va traslladar a Mashiko, Hamada va comprar nombrosos edificis: antigues cases rurals, magatzems de pedra, i alguns portals nagaya-mon del període Edo, únics al sud de la Prefectura de Tochigi. Un cop comprats, els traslladava a la seva propietat, on els reconstruïa. La primera casa que va traslladar va ser la seva pròpia residència, el 1930, seguida per altres edificis que va utilitzar com a tallers o com allotjament de clients i aprenents. El darrer cas, va ser l'edifici que va utilitzar des de 1942 i fins a la seva mort com a taller. El 1989 la seva residència va ser donada i reconstruïda al Museu Ceràmic de Mashiko  després que la casa fos catalogada com a bé cultural d'aquesta localitat. El museu encara és obert avui en dia i els visitants hi poden veure el taller de Hamada, la seva casa i diverses col·leccions d'artesania.

## Influències
Gràcies a tota una vida dedicada a la ceràmica, Hamada va aconseguir el reconeixement internacional i les seves obres han estat col·leccionades per museus de tot el món. La influència de Hamada no només es va fer notar al seu Japó natal, especialment a Mashiko, sinó també a Occident. Al Regne Unit i als EU, el seu estil i la seva filosofia es van fer molt coneguts entre els ceramistes i va ser considerat l'"arquetip del ceramista oriental".
Avui en dia, les peces de Hamada solen cotitzar molt alt en les subhastes d'art. Al Regne Unit, es poden veure peces seves a la York Art Gallery.

## Premis i reconeixements
- Premi del Ministre d'Educació (Geinō senshō mombudaijin-shō) el 1952
- Tresor Nacional Vivent el 1955
- Medalla d'Honor, Cinta Porpra el 1964
- Ordre de la Cultura el 1968

Graus
- Grau d'honor de en arts, al Royal College of Art[10]

## Per a saber-ne més

### Llibres escrits per Shoji Hamada
- Hamada, Shoji; Yanagi, Muneyoshi. Shoji Hamada.  Tòquio: Asahi Shimbun Publishing Company, 1966.[† 1]
- Hamada, S.. The Works in Shoji Hamada, 1921-1969.  Tòquio: Asahi Shimbun Publishing Company, 1969.[† 1]
- Hamada, S.. Hamada Shoji Ten (en japonès).  Tòquio: Nihon Keizai Shinbunsha, 1977.[† 1]
- Hamada, S.. Okinawan pottery.  Okinawa: Ryukyu Telegraph and Telephone Public Corp, 1972. OCLC 84482222.
- Hamada, S.; Serizawa, Keisuke; Tonomura, Kichinosuke. Sekai no mingei (en japonès).  Asahi Shimbun Publishing Company, 1972. OCLC 703795769.[† 2]
- Hamada, S.. Mujinzo.  Asahi Shimbun Publishing Company, 1974. With time table by Mizuo Hiroshi, pp. 336–341[† 3]
- Hamada, S.. Kama ni makasete.  Nihon Keizai Shinbunsha, 1976. OCLC 703789746. With time table by Mizuo Hiroshi, pp. 185–204.[† 4]

#### Escrits sobre Shoji Hamada
- Leach, Bernard. A Potter's Book.  Londres: Faber and Faber, 1940. OCLC 1942788.[† 5]
- Leach, Bernard. A Potter in Japan, 1952–1954.  Londres: Faber and Faber, 1960. OCLC 922076982. 246 pp. Ill., ports.; 21 cm.[† 6]
- Peterson, Susan; Green, Richard. Shoji Hamada: a potter's way and work.  Tokyo; New York: Kodansha International, distributed by Harper & Row, 1974. ISBN 9780870114649. OCLC 456509609. 239 pp. Ill. (some col.); 27 cm.
- Leach, Bernard. Hamada, Potter.  Tokyo; New York: Kodansha International, distributed in the US by Kodansha International/USA, 1990. ISBN 9780870112522. OCLC 2401330. 232 pp. Ill. (some col.); 26 cm.
- Birks, Tony; Digby, Cornelia Wingfield. Bernard Leach, Hamada & Their Circle.  Oxford: Phaidon Christie's, 1990. OCLC 123753963.[† 1]

#### Catàlegs d'exposicions
- Kawai, Kanjirō; Hamada, Shōji. Beaux Arts Gallery. Exhibition of stoneware pottery by Kanjiro Kawai (of Kyoto, Japan).  Londres: Beaux Arts Gallery, 1929. OCLC 913358760.[† 7]
- Hamada, Shoji; Leach, Bernard. The Quiet Eye: Pottery of Shoji Hamada and Bernard Leach.  Monterey, CA: Monterey Peninsula Museum of Art; San Francisco Craft and Folk Art Museum, 1990. OCLC 733070373.[† 1]
- Anderson, Laura; Hamada, Shoji; Picasso, Pablo; Prieto, Antonio. From the Fire, Three Exhibitions in Clay: from the Prieto collection.  Palo Alto, CA: Palo Alto Cultural Center, 1993.[† 1][† 8]
- Six master potters of the modern age: an exhibition celebrating the 75th anniversary of the founding of the Leach Pottery.  Babcock Galleries, 1995. OCLC 225128578.[† 9]
- Hamada, S.; Wilcox, Timothy. Shoji Hamada: Master Potter.  Londres: Lund Humphries Publishers in association with Ditchling Museum, 1998. ISBN 9780853317289. OCLC 716255305.[† 1][† 10]
- Hamada, Tomoo; Hamada, Shōji; Hamada, Shinsaku. Into the Present: The Ceramic Art of Tomoo Hamada, Including Works by Shoji and Shinsaku Hamada.  Boston, Massachusetts: Pucker Gallery, 2015. OCLC 913507820.[† 11]

### Material audiovisual

#### Vídeos
- Mashiko village pottery, Japan, 1937 [video]: la ceràmica al Japó.1 video (VHS) (22 min.):  Mostra les tècniques ceràmiques utilitzades pels ceramistes de Mashiko. Des de 1850, aquests ceramistes produïen peça utilitària per als mercats locals, però el període de la post-guerra va donar-se un canvi important degut a la influència del famós ceramista, Shoji Hamada. Arxivat a la Univrersitat de Tasmania i a la Edith Cowan University (Edith Cowan University Library)
- The Potters' Society of Australia presents Shoji Hamada [video]. Sydney: Closed Circuit Television, University of New South Wales, 1965. 1 videocasset (VHS)(50 min). El conegut ceramista japonès, Shoji Hamada demostra les seves tècniques personals. Conservat a la Universitat de Sydney (University of Sydney Library)
- The Potters' Society of Australia presents...Shoji Hamada [video]. Kensington, NSW: University of New South Wales. Audio Visual Unit, (198?)1 videocasset (VHS) (55 min.): sd., b&w; 1/2 in. Conservat a la University of Newcastle (University of Newcastle Library)
- Shoji Hamada [video]: demostració de Shoji Hamada. Audio-Visual Unit, UNSW, 1984. 1 videocassette (VHS) (48 min.): sd., b&w; 1/2 in. Conservat la Southern Cross University (University Library Lismore).
- Shoji Hamada [video]: el camí i l'obra d'un ceramista. Escrit i narrat per Susan Peterson. New York: Weatherhill Press, 1995, c. 1996. 1 videocassette (VHS)(027 min.): sd., col.; 1/2 in.

#### Pel·lícules
- Three potters throwing. [Pel·lícula]. Research & Education Dept, American Crafts Council, 1958. 20 mins: si. color; 16 mm.
- Fingers and Clay. 1 film reel (11 mins): sd., b&w; 16 mm. Productor, Malcolm Otton; director, editor, Christopher Cordeaux; guió, J. Hawes; fotografia, Edward Cranstone, Tom Cowan; so, Gordon Wraxall.
- The art of the potter. [Pel·lícula] / Sidney Reichman i David Outerbridge. New York : Phoenix Films, 1977. 2 reels, 50 mins: sd., col.; 16 mm.